# In the Zone (video)
In the Zone je peti DVD pop pevke Britney Spears. 6. aprila 2004 je izdala založba Jive Records, in sicer v sklopu promocije istoimenskega albuma. DVD vključuje ABC-jevo koncertno specialko Britney Spears: In the Zone ter pet fotomontaž iz nastopov v živo med promocijo albuma. Vključuje tudi videospote za pesmi »Me Against the Music« in »Toxic« ter del oddaje Making the Video ter neizdano gradivo z albuma in nekaj novih pesmi.
Glasbeni kritiki so DVD-ju dodelili v glavnem pozitivne ocene in ga večkrat »priporočili oboževalcem«. DVD In the Zone je v Združenih državah Amerike prejel platinasto certifikacijo s strani organizacije Recording Industry Association of America (RIAA) za 200.000 prodanih kopij izvodov. Platinasto certifikacijo je prejel tudi v Argentini in Franciji ter zlato v Avstraliji in Braziliji.

## Ozadje
Novembra 2003 so preko revije Billboard oznanili, da Britney Spears v marcu 2004 namerava izdati nov DVD s prej neizdanimi fotomontažami. 26. februarja 2004 je kanal MTV poročal, da bo z izidom DVD-ja promovirala album In the Zone, tako kot z nastopi s pesmimi »Me Against the Music« in »(I Got That) Boom Boom« iz oddaje Total Request Live ter na pol ure dolgem nenapovedanem koncertu v nočnem klubu Rain v hotelu Palms Casino Resort. DVD vključuje tudi njeno koncertno specialko Britney Spears: In the Zone, ki je 17. novembra 2003 izšla preko kanala ABC. Koncert, sneman v New Yorku v areni Gotham Hall oktobra 2003, je na odru vključeval plesne točke, podobne tistim iz igre Kabaret. Na DVD sta vključeni tudi epizodi oddaje Making the Video, v kateri sta bila vključena videospota za pesmi »Me Against the Music« in »Toxic«. Severnoameriška verzija DVD-ja vključuje tudi dodatne pesmi »Don't Hang Up« in »The Answer« ter drugačne različice pesmi »I've Just Begun (Having My Fun)« in »Girls and Boys«. V DVD je bila vključena tudi galerija fotografij in dodatne intervjuje. Celoten DVD traja petindevetdeset minut. DVD so na začetku nameravali izdati 23. marca 2004, vendar so izid kasneje prestavili na 6. april 2004.

## Sprejem
Aaron Beierle iz oddaje DVD Talk je pohvalil koncertno specialko, vendar mu niso bili všeč intervjuji. Napisal je, da so bili »zagotovo ustvarjeni samo za promocijo albuma in, čeprav so dosegli svoj cilj, so grozljivo iznakažili koncertno specialko.« V svoji oceni je napisal, da ga »DVD In the Zone razočara, vendar je kvaliteta videa precej dobra. Priporočamo ga njenim oboževalcem.« Spletna stran Allmusic je DVD-ju dodelila pet zvezdic.
11. maja 2004 je DVD prejel dvakratno platinasto certifikacijo s strani organizacije Recording Industry Association of America (RIAA) za 200.000 prodanih kopij izvodov v Združenih državah Amerike. Kasneje je prejel še zlato certifikacijo s strani organizacije Australian Recording Industry Association (ARIA) za 75.000 prodanih kopij v Avstraliji, platinasto certifikacijo s strani organizacije Argentine Chamber of Phonograms and Videograms Producers (CAPIF) za 30.000 prodanih izvodov v Argentini ter zlato certifikacijo s strani organizacije Associação Brasileira dos Produtores de Discos (ABPD) za 25.000 prodanih kopij v Brazilija. 1. junija 2009 je DVD prejel zlato certifikacijo s strani organizacije Asociación Mexicana de Productores de Fonogramas y Videogramas (AMPROFON) za 10.000 prodanih izvodov v Mehiki ter platinasto certifikacijo s strani organizacije Syndicat National de l'Édition Phonographique (SNEP) za 15.000 prodanih izvodov v Franciji.

## Seznam pesmi
| DVD | DVD                                                                           | DVD                                                                                                   | DVD     |
| Št. | Naslov                                                                        | Pisec                                                                                                 | Dolžina |
| --- | ----------------------------------------------------------------------------- | --- | ------- |
| 1.  | „Toxic‟ (In the Zone: ABC-jeva televizijska specialka)                        | Cathy Dennis, Christian Karlsson, Pontus Winnberg, Henrik Jonback                                     |         |
| 2.  | „Vsa odrasla‟ (In the Zone: ABC-jeva televizijska specialka)                  | |         |
| 3.  | „Breathe On Me‟ (In the Zone: ABC-jeva televizijska specialka)                | Steve Anderson, Lisa Greene, Stephen Lee                                                              |         |
| 4.  | „Prevzemanje nadzora‟ (In the Zone: ABC-jeva televizijska specialka)          | |         |
| 5.  | „Boys/I'm a Slave 4 U‟ (In the Zone: ABC-jeva televizijska specialka)         | Pharrell Williams, Chad Hugo                                                                          |         |
| 6.  | „Family‟ (In the Zone: ABC-jeva televizijska specialka)                       | |         |
| 7.  | „Znotraj kroga‟ (In the Zone: ABC-jeva televizijska specialka)                | |         |
| 8.  | „I Got That (Boom Boom)‟ (In the Zone: ABC-jeva televizijska specialka)       | Roy Hamilton, Chyna Royal, Deongelo Holmes, Eric Jackson                                              |         |
| 9.  | „The Public Eye‟ (In the Zone: ABC-jeva televizijska specialka)               | |         |
| 10. | „Majhno dekle... Velike sanje‟ (In the Zone: ABC-jeva televizijska specialka) | |         |
| 11. | „Ljubezen & zlomljeno srce‟ (In the Zone: ABC-jeva televizijska specialka)    | |         |
| 12. | „Everytime‟ (In the Zone: ABC-jeva televizijska specialka)                    | Britney Spears, Annette Stamatelatos                                                                  |         |
| 13. | „A Ride in the Park‟ (In the Zone: ABC-jeva televizijska specialka)           | |         |
| 14. | „Britney Spears In the Zone‟ (In the Zone: ABC-jeva televizijska specialka)   | |         |
| 15. | „...Baby One More Time‟ (In the Zone: ABC-jeva televizijska specialka)        | Max Martin                                                                                            |         |
| 16. | „Woman of the Year‟ (In the Zone: ABC-jeva televizijska specialka)            | |         |
| 17. | „The Kiss‟ (In the Zone: ABC-jeva televizijska specialka)                     | |         |
| 18. | „Me Against the Music‟ (In the Zone: ABC-jeva televizijska specialka)         | Spears, Madonna, Christopher Stewart, Thabiso Nikhereanye, Penelope Magnet, Terius Nash, Gary O'Brien |         |
| 19. | „Me Against the Music‟ (V živo iz oddaje TRL)                                 | Spears, Madonna, Stewart, Nikhereanye, Magnet, Nash, O'Brien                                          |         |
| 20. | „I Got That (Boom Boom)‟ (V živo iz oddaje TRL)                               | Hamilton, Royal, Holmes, Jackson                                                                      |         |
| 21. | „Me Against the Music‟ (Video)                                                | Spears, Madonna, Stewart, Nikhereanye, Magnet, Nash, O'Brien                                          |         |
| 22. | „Toxic‟ (Making the Video)                                                    | Dennis, Karlsson, Winnberg, Jonback                                                                   |         |
| 23. | „Toxic‟ (Video)                                                               | Dennis, Karlsson, Winnberg, Jonback                                                                   |         |
| 24. | „V zasebni coni: Inspiracija‟                                                 | |         |
| 25. | „V zasebni coni: Duhovnost‟                                                   | |         |
| 26. | „V zasebni coni: ABC-jeva specialka‟                                          | |         |
| 27. | „V zasebni coni: Onyx Hotel Tour‟                                             | |         |
| 28. | „V zasebni coni: TRL Performance‟                                             | |         |
| 29. | „V zasebni coni: Toxic‟                                                       | |         |

| CD (Severnoameriške dodatne pesmi) | CD (Severnoameriške dodatne pesmi)                  | CD (Severnoameriške dodatne pesmi)                           | CD (Severnoameriške dodatne pesmi) | CD (Severnoameriške dodatne pesmi) |
| Št.                                | Naslov                                              | Pisec                                                        | Producent(i)                       | Dolžina                            |
| ---------------------------------- | --------------------------------------------------- | ------------------------------------------------------------ | ---------------------------------- | ---------------------------------- |
| 1.                                 | „Don't Hang Up‟                                     | Spears, Brian Kierulf, Josh Schwartz                         | Kierulf, Schwartz                  | 4:03                               |
| 2.                                 | „The Answer‟                                        | Sean Combs, Ryan Leslie                                      | Diddy, Leslie                      | 3:56                               |
| 3.                                 | „Toxic‟ (radijski remiks Lennyja Bertolda)          | Dennis, Karlsson, Winnberg, Jonback                          |                                    | 3:32                               |
| 4.                                 | „Me Against the Music‟ (remiks Bloodshyja & Avanta) | Spears, Madonna, Stewart, Nikhereanye, Magnet, Nash, O'Brien |                                    | 5:16                               |
| Skupna dolžina:                    | Skupna dolžina:                                     | Skupna dolžina:                                              | Skupna dolžina:                    | 16:47                              |

| CD (Evropske, latinsko-ameriške in avstralske dodatne pesmi) | CD (Evropske, latinsko-ameriške in avstralske dodatne pesmi) | CD (Evropske, latinsko-ameriške in avstralske dodatne pesmi) | CD (Evropske, latinsko-ameriške in avstralske dodatne pesmi) | CD (Evropske, latinsko-ameriške in avstralske dodatne pesmi) |
| Št.                                                          | Naslov                                                       | Pisec                                                        | Producent(i)                                                 | Dolžina                                                      |
| ------------------------------------------------------------ | ------------------------------------------------------------ | ------------------------------------------------------------ | ------------------------------------------------------------ | ------------------------------------------------------------ |
| 1.                                                           | „Girls and Boys‟                                             | Linda Perry                                                  | Linda Perry                                                  | 3:43                                                         |
| 2.                                                           | „Toxic‟ (Lenny Bertoldo Radio Mix)                           | Dennis, Karlsson, Winnberg, Jonback                          |                                                              | 3:32                                                         |
| 3.                                                           | „I've Just Begun (Having My Fun)‟                            | Spears, Michelle Bell, Karlsson, Winnberg, Jonback           | Bloodshy & Avant, Steven Lunt                                | 3:23                                                         |
| 4.                                                           | „Me Against the Music‟ (remiks Bloodshyja & Avanta)          | Spears, Madonna, Stewart, Nikhereanye, Magnet, Nash, O'Brien |                                                              | 5:16                                                         |
| Skupna dolžina:                                              | Skupna dolžina:                                              | Skupna dolžina:                                              | Skupna dolžina:                                              | 15:54                                                        |